# Vetrna elektrarna Alta
Vetrna elektrarna Alta (ang. Alta Wind Energy Center) je velika vetrna elektrarna na sedlu Tehachapi, Kalifornija, ZDA. S kapaciteto 1320 MW je trenutno (2013) največja vetrna elektrarna na svetu.Planirano je povečanje kapacitete na 3000 MW (3 GW).
Električno podjetje Southern California Edison je podpisalo 25-letno pogodbo za nakup elektrike iz te elektrarne. Elektrarna prepreči okrog 5,2 milijona emisij CO2, kar je ekvivalentno umiku 446 000 avtov s cest.